# Relations entre le Brésil et le Kazakhstan
Les relations entre le Brésil et le Kazakhstan sont les relations extérieures entre la république fédérative du Brésil et la république du Kazakhstan.

## Histoire
Les relations diplomatiques entre le Brésil et le Kazakhstan ont été établies en 1993. 